# 老半斋
老半斋酒楼是中国上海的一家传统餐饮名店，创始于1905年，属于淮扬菜风味菜馆，以制作淮扬面点著称，曾經是中华老字号之一。著名点心有刀鱼汁面（仅清明前半个月限量供应）、雪菜肴肉面、蟹粉小笼、菜饭、黄豆汤；亦制作淮扬大菜，如蟹粉狮子头、红烧鮰鱼。

## 历史
老半斋最早在汉口路湖北路口，自民囯初年至90年代在汉口路浙江路口。老半斋由揚州籍的銀行家集資創辦，原名“半斋总会”，後來由於附近開設“新半斋菜馆”而改名“老半斋”。1949年以後被中共沒收成爲國營企業。
90年代，老半斋關門重建、裝修，但由於内部問題後來放棄裝修。1999年因为市政工程需要，老半斋酒楼从汉口路596号原址搬到了如今的店址福州路600号。
老半斋也曾因服务态度恶劣饱受批评，2016年更被日本一家电视台评为“零分餐厅”，老半斋也因此一度停业整顿。
2017年10月31日，刚刚连任中共中央总书记的习近平与其他中共十九届中央政治局常委一起，到中共的诞生地上海和嘉兴进行考察，期间全体常委与陪同的上海市领导来到老半斋就餐。
2023年11月，根据商务部等5部门印发的《关于公布中华老字号复核结果的通知》，老半斋从中华老字号名单中移除。上海市商务委对此表示，由于安置国企员工等原因，老半斋早已承包给上海国权餐饮有限公司经营。按照中华老字号的复核要求，企业要上报近年来经营数据。由于老半斋的报表经营数据为“0”，报表“极不规范”，因此被移出名单。